# Северна вълнолюбка
Северна вълнолюбка (Oceanodroma leucorhoa) е вид птица от семейство Hydrobatidae.

## Разпространение и местообитание
Видът гнезди в колонии на недостъпни острови в по-студените северни райони на Атлантическия и Тихия океан. Среща се в близост до морето в добре скрити райони като скални пукнатини и плитки дупки.